# Miljömagasinet
Miljömagasinet var en svensk dagstidning, som utkom en gång i veckan, grundad som Alternativet 1981. Den var politiskt obunden grön sedan år 2000. Tidningen försattes i konkurs i november 2023.

## Tidningens start som miljöpartitidning
Miljömagasinet startades efter folkomröstningen om kärnkraft av alternativrörelsen. Tidningen hette då “Alternativet i Svensk Politik”, fanns på Tjärhovsgatan 44 i Stockholm och gjordes av ideella krafter. Tidningen redigerades och trycktes ursprungligen av ideella krafter på "Kapsylen", Tjärhovsgatan 44 på Södermalm i Stockholm. Det första provnumret kom ut den 10 juni 1981. Efter Miljöpartiets bildande på hösten 1981 blev Alternativet i svensk politik partiets officiella veckotidning. Tidningen leddes av ett särskilt tidningsutskott inom miljöpartiet. Miljöpartiet var huvudägare fram till den 1 augusti 2000. Därefter ägdes Miljömagasinet av ett stort antal ideellt engagerade privatpersoner och ideella föreningar. Upplagan var på omkring 2000 exemplar med fredagsutgivning, se upplagetabell nedan. Tidningen uppbar presstöd. 2018 fick tidningen Miljömagasinet 2 351 000 kr i driftstöd och samma belopp 2019.
Från 1992 var namnet "Miljömagazinet" och sedan 2001 med en mindre ändring "Miljömagasinet". Tidningen var politiskt, fackligt och religiöst obunden Tidningen har under hela sin existens varit en tidning med utgivning en dag per vecka, torsdagar eller fredagar. Redaktionen satt i Stockholm. Tidningen trycktes i fyrfärg.1992 trycktes tidningen på Idrottsbladets tryckeri i Södertälje, sedan på Norrtelje tidnings tryckeri. Tryckort har varit Norrtelje till 31 oktober 2014, sedan Västerås till slutet av 2015, Landvetter till 2017-09-29, sedan åter Västerås från 2017 (innan slutdatum i Landvetter, alltså två tryckorter en del av 2017) till 2019-12-01 då Södertälje blev tryckort. De sista åren har tidningen tryckts av V-TAB. Sidantalet har varierat från 24 till 12 med en tendens till minskat sidantal på senare år.
Företagsnamnet för tidningen har varierat. Inledningsvis hette företaget Stiftelsen Alternativet, sedan Miljömagasinet AB, Miljömagasinet Alternativet AB, Miljömagasinet Alternativet i svensk politik AB, Miljömagasinet AB och sist Miljömagasinet Alternativet AB. Tidningens titel har också varierat : 1992 hette tidningen Miljömagazinet Alternativet i svensk politik, 1997-1999 Miljömagazinet / Nyheter Svart på Vitt idag heter Miljömagasinet Alternativet i svensk press. Priset för tidningen har varit 395 kr 1992 och 485 kr 2019, alltså en stabil prisbild där tidningen blev mycket billigare med hänsyn till löneutvecklingen vilket kan förklaras av presstödet. Tidningen bestod av mindre än 10 % annonser.
| Period                           | Ansvarig utgivare  | Titel | Period                          | Redaktör           | Titel |
| -------------------------------- | ------------------ | ----- | ------------------------------- | ------------------ | ----- |
| 9 april 1992–22 oktober 1992     | Nils Lalander      |       | 9 april 1992–8 oktober 1992     | Nils Lalander      |       |
| 29 oktober 1992–17 december 1993 | Arne Wallgren      |       | 29 oktober 1992–31 mars 1994    | Peter Söderström   |       |
| 14 januari 1994–31 mars 1994     | Peter Söderström   |       | 15 april 1994–29 april 1994     | Annika Olsson      |       |
| 15 april 1994–29 april 1994      | Annika Olsson      |       | 6 maj 1994–20 december 1996     | Jerker Sjödin      |       |
| 6 maj 1994–10 januari 1997       | Jerker Sjödin      |       | 10 januari 1997–31 januari 1997 | Karl Erik Lagerlöf | tf    |
| 10 januari 1997–6 februari 1997  | Karl Erik Lagerlöf |       | 7 februari 1997–30 juni 2000    | Elisabeth Wiechel  |       |
| 7 februari 1997–30 juni 2000     | Elisabeth Wiechel  |       | 7 juli 2000–6 april 2001        | Eva Cloarec        | tf    |
| 7 juli 2000–6 april 2001         | Eva Cloarec        | tf    | 20 april 2001–13 juli 2018      | Lars Kollberg      |       |
| 20 april 2001–                   | Lars Kollberg      |       | 27 juli 2018–30 augusti 2019    | Stefan B Nilsson   |       |

### Upplaga
| Period                          | Upplaga |
| ------------------------------- | ------- |
| 1 januari 1992–31 december 1992 | 3 897   |
| 1 januari 1993–31 december 1993 | 2 900   |
| 1 januari 1994–31 december 1994 | 2 700   |
| 1 januari 1995–31 december 1995 | 2 400   |
| 1 januari 1996–31 december 1996 | 2 200   |
| 1 januari 1997–31 december 1997 | 2 100   |
| 1 januari 1998–31 december 1998 | 2 200   |
| 1 januari 1999–31 december 1999 | 1 900   |
| 1 januari 2000–31 december 2001 | 1 700   |
| 1 januari 2001–31 december 2001 | 1 700   |
| 1 januari 2002–31 december 2002 | 2 100   |
| 1 januari 2003–1 december 2003  | 2 500   |
| 1 januari 2004–31 december 2004 | 2 300   |
| 1 januari 2005–31 december 2005 | 2 500   |
| 1 januari 2006–31 december 2006 | 2 400   |
| 1 januari 2007–31 december 2007 | 2 300   |
| 1 januari 2008–31 december 2008 | 2 300   |
| 1 januari 2009–31 december 2009 | 2 400   |
| 1 januari 2010–31 december 2010 | 2 400   |
| 1 januari 2011–31 december 2011 | 2 200   |
| 1 januari 2012–31 december 2012 | 2 200   |
| 1 januari 2013–31 december 2013 | 2 200   |
| 1 januari 2014–31 december 2014 | 2 100   |
| 1 januari 2015–31 december 2015 | 2 100   |
| 1 januari 2016–31 december 2016 | 2 200   |
| 1 januari 2017–31 december 2017 | 1 800   |
| 1 januari 2018–31 december 2018 | 1 800   |